# Paramerina divisa
Paramerina divisa är en tvåvingeart som först beskrevs av Walker 1856.  Paramerina divisa ingår i släktet Paramerina och familjen fjädermyggor. Arten är reproducerande i Sverige. Inga underarter finns listade i Catalogue of Life.